# Armando Tortini
Armando Tortini (Lodi Vecchio, 1921 – Ansa di Werch Mamon, 11 dicembre 1942) è stato un militare italiano insignito della medaglia d'oro al valor militare alla memoria nel corso della seconda guerra mondiale.

## Biografia
Nacque a Lodi Vecchio nel 1921, figlio di Domenico. Mentre esercitava il mestiere di fabbro, nel gennaio 1941 fu chiamato a prestare servizio militare di leva nel Regio Esercito, assegnato all'arma di artiglieria. Destinato dapprima al 21º Reggimento artiglieria motorizzato, in seguito venne trasferito dal 1 maggio, al 121º Reggimento artiglieria motorizzato della 3ª Divisione fanteria "Ravenna". Promosso caporale nel mese di settembre, il 6 giugno 1942, partiva con il reparto per l'Unione Sovietica.  Cadde in combattimento presso quota 218 dell'Ansa di Werch Mamon l'11 dicembre 1942, nel corso della seconda battaglia difensiva del Don. Fu insignito della medaglia d'oro al valor militare alla memoria. Una via di Sabaudia porta il suo nome.